# La piscina (film 2012)
La piscina è un film del 2012 diretto da Carlos Machado Quintela.
Il film è stato presentato in anteprima all'Havana Film Festival del 2012,  e successivamente presentato al Festival internazionale del cinema di Berlino del 2013 come parte della sezione Panorama Special. È stato descritto come "contemplativo ed enigmatico" da Deborah Young del The Hollywood Reporter.

## Trama
L'Avana, Cuba. Durante l'estate quattro adolescenti con problemi fisici trascorrono una giornata in piscina con il loro istruttore apatico.

## Riconoscimenti[4]
- 2011 - Havana Film Festival
  - CARACOL Award
- 2012 - Havana New Directors Film Festival
  - Special Jury Award
- 2013 - Marrakech International Film Festival
  - Special Jury Award
- 2013 - Miami Film Festival
  - Ibero-American Opera Prima Award
- 2013 - World Cinema Amsterdam
  - World Cinema Amsterdam Jury Award per il miglio film